# Zulia pubescens
Zulia pubescens är en insektsart som först beskrevs av Fabricius 1803.  Zulia pubescens ingår i släktet Zulia och familjen spottstritar. Inga underarter finns listade i Catalogue of Life.